# Fiji-klass
Fiji-klassen var en klass av elva lätta kryssare i Royal Navy som användes under andra världskriget. Varje fartyg i klassen var uppkallat efter en kronkoloni eller ett annat territorium som ingick i det brittiska samväldet och imperiet. Klassen var även känd som Colony-klassen, eller Crown Colony-klassen. De utvecklades som mer kompakta versioner av de föregående kryssarna i Town-klassen, men de tre sista byggdes enligt en något modifierad konstruktion och kallades ibland även Ceylon-klassen.

## Design
De byggdes enligt de begränsningar som det andra Londonavtalet från 1936 införde för kryssare, vilket sänkte gränsen för en lätt kryssare i Washingtonavtalet från 10 000 ton till 8 000 ton deplacement. Utvändigt såg de ut som mindre varianter av 1936 års kryssare i Town-klassen.
Fiji-klassens kryssare, liksom Minotaur-klassen som följde i mitten av kriget, hade dock i princip samma beväpning på ett 1 000 ton mindre deplacement. Fiji- och Minotaur-klasserna var mycket trånga konstruktioner, som byggdes med liten marginal för någon större uppdatering efter kriget. Bredden på endast 19 meter medförde förlamande begränsningar.
Fiji-klassen skiljde sig från Towns-kryssarna genom att de hade en tvärgående akter och raka skorstenar och master, medan Towns-skeppen hade bakåtlutande master. Pansardesignen reviderades genom att huvudbältet nu skyddade ammunitionsutrymmena för 15,2 cm kanonerna, även om själva bältet reducerades till 89 och 83 mm i maskinutrymmena. Mk XXIII-kanontornen för 15,2 cm kanoner och ammunitionsutrymmen var utformade som i Edinburgh-gruppen av Town-klassen, förutom att de efterföljande tornen var ett däck lägre som i Southampton- och Gloucester-grupperna. Den långa tornversionen av de tredubbla 15,2 cm kanonerna som monterades på Fiji-klassen var 25 ton tyngre än det 150 ton tunga tornet på Towns-grupp 1 och 2 och gjorde konstruktionen ännu mer trång. Tillförseln av ammunition till 10,2 cm kanonerna förbättrades också genom att man tog bort det komplicerade transportsystemet.
På grund av Fiji-klassens storlek fick ett antal av fartygen sitt X-torn borttaget för att få plats med ytterligare lätta luftvärnskanoner. Fartygen i den första gruppen var utrustade med ett "High Angle Control System" (HACS) för sekundärartilleriet, medan Ceylon-gruppen använde en "Fuze Keeping Clock" för luftvärns-eldledning. Båda grupperna använde "Admiralty Fire Control Table" för att styra huvudbeväpningen mot ytmål och "Admiralty Fire Control Clock" för styrning av sekundärartilleriet mot ytmål. I slutet av 1940-talet hade de flesta av fartygen i Fiji-klassen den uppdaterade Type 274 "lock and follow" radarn för ytmål, vilket ökade chansen till träffar från öppningssalvorna. Under 1950-talet (förutom under Koreakriget och Suezkrisen) var aldrig mer än en av ett MKXIII-tornen bemannade, och B- och Y-tornen var malplacerade på grund av tornens stora bemanningskrav. Detta möjliggjorde bättre förhållanden ombord genom att operera med en besättning på 610–750 personer i stället för de 1 000–1 100 personer som skulle användas i krigstid.

## Modifieringar
Tillskottet av radarutrustning innebar att det medförda flygplanet nu var överflödigt, vilket gjorde det möjligt att ta bort flygplanet och dess katapult. Detta gav inte bara ytterligare bostadsutrymmen för de utökade krigsbesättningarna, utan det fanns inte längre något behov av att medföra flygbränsle. 1940 fick Liverpool sin för förstörd när en torped detonerade de 21 577 liter flygbränsle som förvarades där, vilket resulterade i att hon var ur funktion i ett år. Fiji och Kenya fick aldrig en katapult monterad, Nigeria fick sin katapult borttagen 1941 och de andra fartygen tog bort sina mellan 1942 och 1944.
Ceylon-gruppen färdigställdes utan sitt 15,2 cm X-torn, och mellan 1944 och 1945 togs även de ombord Bermuda, Jamaica, Mauritius och Kenya bort. Detta gjorde det möjligt att montera ytterligare lätta luftvärnskanoner, ett fyrdubbelt QF 40 mm "pom-pom" Mark VII fäste. Bermuda, Jamaica och Mauritius fick ytterligare två fyrdubbla "pom-poms" (totalt fem) och mellan två och fyra "pom-poms" i eldrivna Mark XV enkelfästen. På Kenya togs alla "pom-poms" bort och ersattes med fem dubbla och åtta enkla Bofors 40 mm kanoner. I slutet av kriget hade Newfoundland en och Uganda två fyrdubbla 40 mm Bofors Mark III fästen i amerikansk stil och Nigeria fyra Mark III enkelmontage. Generellt sett tillkom också 6 till 24 20 mm Oerlikonkanoner i en blandning av enstaka Mark IIIA fästen och dubbla eldrivna Mark V fästen.
Efterkrigstida modifieringar av klassen var begränsade till en förbättrad Type 274 radar. Lätt förbättrade nya versioner av de dubbla 10,2 cm kanonfästena monterades i 1950 års förlängda ombyggnader, med elektrisk drivning för att kunna följa snabbare flygplan. USA:s råd och erbjudanden inom ramen för ömsesidigt bistånd om att ersätta de föråldrade och felaktiga 10,2 cm-kanonerna med dubbla 7,6 cm 50-kalibriga 20-tons torn med samma vikt och dimensioner som de gamla brittiska dubbla XIX-tornen avvisades eftersom Royal Navy hade enorma lager av 10,2 cm- och 40 mm-granater. En ombyggnad för att kunna spruta vatten för att skölja bort radioaktivt nedfall och installera den standardiserade långdistansradarn av Type 960 var planerad, men genomfördes ej. Newfoundland fick en uppdatering av sin elektronik och mer omfattande luftvärnseldledning och var det enda fartyget i Fiji-klassen som uppdaterades i närheten av den standard som planerades för de förbättrade fartygen i Dido-klassen, som var avsedda för högintensitetskrig, medan Fiji-klassen endast ombyggdes för eldunderstöd för landstyrkor och kolonial patrullering. Ombyggnaden i mitten av 1950-talet på Ceylon, Gambia och Bermuda var mycket spartansk och bestod huvudsakligen av ökad automatisering och ökad livslängd för de växlade ångturbinerna samt minskad bemanning och förenkling av vapensystemen för lätt luftvärn till sex–åtta dubbla L/60 40 mm Bofors i Mk 5-dubbelmontage med en ökad eldhastighet till 150 skott/min per kanon, vilket skulle ha stoppat lågflygande attacker liknande de som skedde under andra världskriget.

## Tjänstgöring
Fartygen i klassen användes flitigt under andra världskriget. Jamaica deltog i ett antal operationer, bland annat för att driva bort de tunga kryssarna Admiral Hipper och Lützow 1942 och sänkningen av slagskeppet Scharnhorst 1943. Fiji förlorades 1941 och Trinidad året därpå. De överlevande fortsatte i tjänst efter kriget och deltog i ytterligare insatser, till exempel i Koreakriget. Ceylon såldes senare till Peru och döptes om till Coronel Bolognesi, tillsammans med Newfoundland som döptes om till Almirante Grau. Dessa två fartyg togs ur bruk först 1982. Nigeria såldes till Indien, som lät bygga om det 1954-7 till samma standard som Newfoundland. Som INS Mysore användes fartyget flitigt från och med överföringen och deltog i indo-pakistanska kriget 1971 och konverterades senare till ett utbildningsfartyg 1979. Hon togs ur bruk 1984 och skrotades sedan 1985.
Alla fartyg i Fiji-klassen togs ur tjänst 1962 och började säljas för skrotning, även om Bermuda var fullt operativt under 1961 och ibland gick ut till sjöss 1962 som flaggskepp för reservflottan. Gambia hade placerats i reserv december 1960 och Ceylon och Newfoundland hade sålts till Peru ett år tidigare. Under 1950-talet ansågs de större kryssarna i Town-klassen vanligen vara bättre för patrullering i tropikerna och Fjärran Östern, även om de var äldre och deras operativa användning i allmänhet upphörde 1958 och de skrotades året därpå, med undantag för Sheffield (som hade insatser till sjöss som reservflaggskepp fram till slutet av 1960 och som sedan bibehölls som reservhögkvartersskepp) och Belfast, som förblev i aktiv tjänst fram till 1963. Sheffield och Belfast var de sista krigstida kryssare som ansågs kunna återaktiveras, och de låg i en halvt underhållen reserv fram till valet av Labourregeringen 1964, som omedelbart beslutade att skrota dem, i väntan på att de på kort sikt skulle användas som inkvarteringsfartyg och övervägas för historiskt bevarande.
De sista kryssarna i Fiji-klassen höll på att försämras allvarligt på grund av att de under många år ej underhållits. Gambia övervägdes som ett alternativ för att användas som museifartyg i London, eftersom fartygets skick hade ändrats mindre än Belfast, men Gambia såldes för skrotning 1968, eftersom fartygets skick gjorde det dyrare att bevara än Belfast. Ingen av dem var dock Royal Navys sista kryssare; Blake, en modifierad kryssare i Tiger-klassen som påbörjades 1942 som Minotaur och som avvecklades 1980, var den sista klassiska kryssarkonstruktionen från andra världskriget som tjänstgjorde i Royal Navy.

## Skepp i klassen
| Namn      | Varv                                   | Beställd         | Påbörjad         | Sjösatt           | Färdigställd      | Öde |
| --------- | -------------------------------------- | ---------------- | ---------------- | ----------------- | ----------------- | --- |
| Fiji      | John Brown, Clydebank                  | 20 december 1937 | 30 mars 1938     | 31 maj 1939       | 5 maj 1940        | Sänkt under ett tyskt flyganfall 22 maj 1941                                                                  |
| Nigeria   | Vickers-Armstrongs, Walker             | 20 december 1937 | 8 februari 1938  | 18 juli 1939      | 23 september 1940 | Såld till den indiska flottan som INS Mysore 1954                                                             |
| Mauritius | Swan Hunter, Wallsend                  | 20 december 1937 | 13 mars 1938     | 19 juli 1939      | 4 januari 1941    | Placerad i malpåse 1952 och skrotad 1965                                                                      |
| Kenya     | Alexander Stephens and Sons, Linthouse | 20 december 1937 | 18 juni 1938     | 18 augusti 1939   | 28 augusti 1940   | Placerad i malpåse 1958 och skrotad 1962                                                                      |
| Trinidad  | HM Dockyard, Devonport                 | 1 december 1937  | 21 april 1938    | 21 mars 1940      | 14 oktober 1941   | Borrad i sank på Norra Ishavet efter ett flyganfall den 15 maj 1942                                           |
| Jamaica   | Vickers-Armstrong, Barrow-in-Furness   | 1 mars 1939      | 28 april 1939    | 16 november 1940  | 29 juni 1942      | Placerad i malpåse 1958 och skrotad 1960                                                                      |
| Gambia    | Swan Hunter, Wallsend                  | 1 mars 1939      | 24 juli 1939     | 30 november 1940  | 21 februari 1942  | Överförd till den nya zeeländska flottan som HMNZS Gambia 1943–1946. Placerad i malpåse 1960 och skrotad 1968 |
| Bermuda   | John Brown, Clydebank                  | 4 september 1939 | 30 november 1939 | 11 september 1941 | 5 augusti 1942    | Tagen ur tjänst 1962 och skrotad 1965                                                                         |

| Namn         | Varv                                   | Beställd         | Påbörjad        | Sjösatt          | Färdigställd    | Öde                                                         |
| ------------ | -------------------------------------- | ---------------- | --------------- | ---------------- | --------------- | ----------------------------------------------------------- |
| Ceylon       | Alexander Stephens and Sons, Linthouse | 1 mars 1939      | 27 april 1939   | 30 juli 1942     | 13 juli 1943    | Såld till Perus flotta som BAP Coronel Bolognesi 1959       |
| Uganda       | Vickers-Armstrongs, Walker             | 1 mars 1939      | 20 juli 1939    | 7 augusti 1941   | 3 januari 1943  | Överförd till den kanadensiska flottan som HMCS Uganda 1944 |
| Newfoundland | Swan Hunter, Wallsend                  | 4 september 1939 | 9 november 1939 | 19 december 1941 | 21 januari 1943 | Såld till Perus flotta som BAP Almirante Grau 1959          |

### Första gruppen

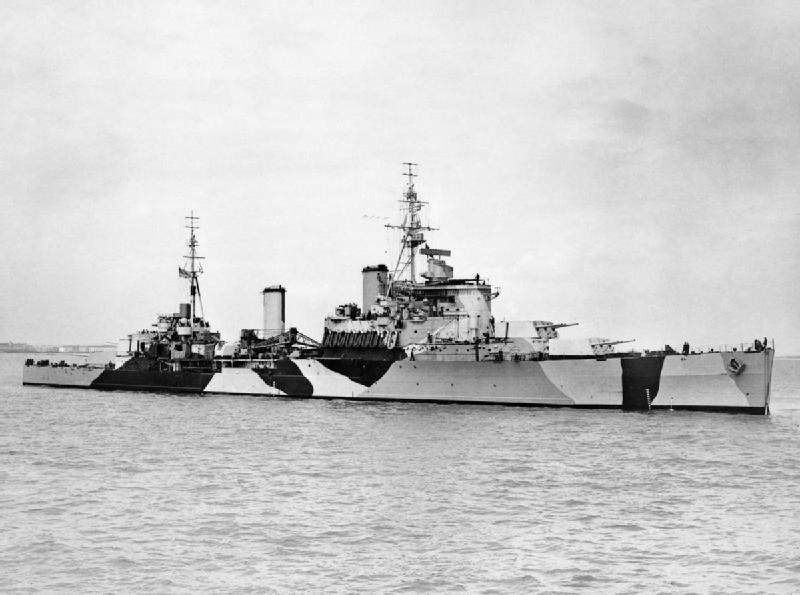
HMS Jamaica.

Bermuda - deltog i Operation Torch, landstigningen i Nordafrika, under andra världskriget och i andra operationer. Efter kriget fortsatte fartyget att tjänstgöra, såg mycket av världen och fick ett antal ombyggnader till hennes avveckling 1962. Hon skrotades 1965.
Fiji - 1940 torpederades Fiji av en tysk ubåt men överlevde. Under slaget om Kreta 1941 sänktes Fiji av en bomb från en tysk Messerschmitt Bf 109. 523 ur hennes besättning överlevde.
Gambia - Överfördes till den nya zeeländska flottan 1943 och samarbetade med den brittiska Stillahavsflottan. Hon återfördes till den Royal Navy 1946. Fartyget skrotades 1968.
Jamaica - Tjänstgjorde under andra världskriget och deltog i ett antal operationer under det kriget, bland annat när slagskeppet Scharnhorst sänktes i slaget vid Nordkap och när den tyska kryssaren Admiral Hipper drevs bort i slaget vid Barents hav. Under Koreakriget var Jamaica känd som "The Galloping Ghost of the Korean Coast", på grund av att nordkoreanerna hävdade att hon hade sänkts tre gånger. År 1955 användes Jamaica för att spela HMS Exeter i filmen The Battle of the River Plate. Hon skrotades 1960.
Kenya - Användes mycket under andra världskriget och var utplacerad i Fjärran Östern under en tid. Kenya användes också i Koreakriget. Hon skrotades 1962.
Mauritius - Var inblandad i landstigningen i Normandie och andra insatser under andra världskriget. Hon skrotades 1965.
Nigeria - Var med i Operation Pedestal (då hon skadades av den italienska ubåten Axum), det största försöket att hjälpa den belägrade ön Malta 1942. Hon deltog i räder mot Sumatra som en del av den östra flottan 1945, samt i ett antal andra insatser. Hon såldes till Indien 1958 och döptes om till Mysore. Hon skrotades 1985.
Trinidad - År 1942 angrep hon tre tyska jagare som attackerade konvoj PQ13, men hon träffades av sin egen torped, som hade ett felaktigt gyroskop vilket gjorde att den gick i cirklar, trots detta lyckades hon förstöra en av de tyska jagarna. Efter tillfälliga reparationer i Sovjetunionen träffades Trinidad på återresan genom Barents hav till Storbritannien av en bomb från ett tyskt Junkers Ju 88-bombplan, vilket skadade henne så mycket att hon till slut sänktes av allierade fartyg.

### Ceylon-gruppen
Ceylon - Var utplacerad i Fjärran Östern under en stor del av andra världskriget och var starkt involverad i Koreakriget. Hon togs ur bruk 1960 och såldes därefter till Peru och döptes om till Coronel Bolognesi. Hon togs ur bruk 1982.
Newfoundland - Hon torpederades av den italienska ubåten Ascianghi och fick tillfälliga reparationer på Malta som slutfördes på Boston Navy Yard. År 1944 drabbades fartyget av en explosion i Alexandria när det låg dockat. Hon befann sig i Fjärran Östern från och med 1945 och stödde ett antal operationer där. Hon var närvarande vid den japanska kapitulationen och var ett av de få brittiska fartyg som kunde nå Japan i tid. Hon sänkte den egyptiska fregatten Domiat under Suezkrisen, efter att det senare fartyget beskjutit henne. Hon såldes till Peru 1959 och döptes om till Almirante Grau och sedan till Capitan Quinones 1973. Hon togs ur bruk 1979. 
Uganda - eskorterade RMS Queen Mary till Washington, D.C. med Winston Churchill ombord. Deltog i invasionen av Sicilien 1943. Hon träffades sedan av en tysk glidbomb samma år, vilket orsakade stora skador och dödade sexton ur besättningen och sårade sju. Efter reparationer som utfördes 1944 i USA togs hon åter i bruk i den kanadensiska flottan som HMCS Uganda. Hon anslöt sig till den brittiska Stillahavsflottan 1945 och deltog i ett antal aktioner i Fjärran Östern. Hon sattes i reserv 1947 men togs åter i bruk som HMCS Quebec för tjänstgöring i Koreakriget. Fartyget skrotades 1961.